# Rayon équatorial et rayon polaire
« Rayon polaire » redirige ici. Ne pas confondre avec Rayon solaire.
Le rayon équatorial d'un objet céleste est le rayon a de l'équateur de l'ellipsoïde de révolution qui « s'approche le plus » de la forme réelle de l'objet, d'équation cartésienne :
{\displaystyle {\frac {x^{2}+y^{2}}{a^{2}}}+{\frac {z^{2}}{b^{2}}}=1},
où l'origine O des axes est placée au centre de masse de l'objet et l'axe Oz orienté selon l'axe de rotation ; b est le rayon polaire. L'aplatissement, très généralement positif mais bien inférieur à un, est :
{\displaystyle f={\frac {a-b}{a}}}.
Il existe plusieurs façons de calculer l'ellipsoïde, à partir d'un relevé des points de la surface de l'objet ou d'une modélisation du champ gravitationnel qu'il génère autour de lui. Ces différents calculs donnent pour a et b des valeurs un peu différentes.

## Exemples
|                      | Nom     | Rayon équatorial (km) | Rayon polaire (km) | Aplatissement       |
| -------------------- | ------- | --------------------- | ------------------ | ------------------- |
| Planètes telluriques | Mercure | 2 439,7               | 2 439,7            | 0                   |
| Planètes telluriques | Vénus   | 6 051,8 ± 1,0         | 6 051,8 ± 1,0      | 0                   |
| Planètes telluriques | Terre   | 6 378,137             | 6 356,752          | 0,003 353           |
| Planètes telluriques | Mars    | 3 396,2 ± 0,1         | 3 376,2 ± 0,1      | 0,005 89 ± 0,000 15 |
| Géantes gazeuses     | Jupiter | 71 492                | 66 864             | 0,064 87            |
| Géantes gazeuses     | Saturne | 60 268                | 54 359             | 0,097 96            |
| Géantes de glaces    | Uranus  | 25 559 ± 4            | 25 362             | 0,022 93            |
| Géantes de glaces    | Neptune | 24 764 ± 15           | 24 341 ± 30        | 0,017 1             |